# 夏灣拿戰役 (1762年)

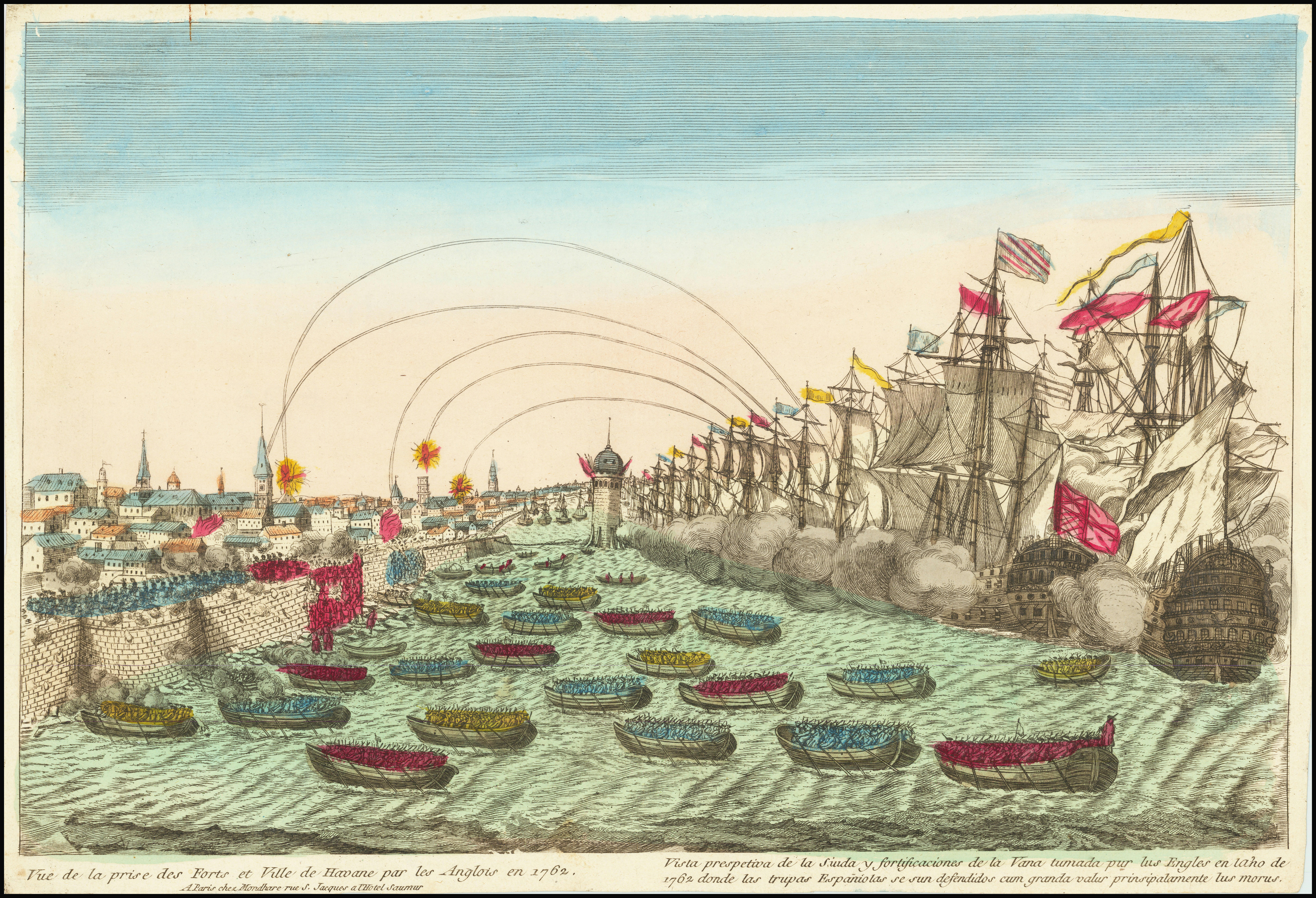
英軍出動50艘船艦炮轟夏灣拿的場面

夏灣拿戰役，七年戰爭的一部分，是英國於1762年3月至8月期間，成功圍堵當時由西班牙所統治的夏灣拿的一場戰役。1762年1月，西班牙放棄原有的中立政策，與法國簽訂家庭契約，導致英國對西班牙宣戰，英國政府決定對西班牙重要的堡壘和海軍基地夏灣拿發動攻擊，志在削弱西班牙在加勒比海的勢力，和鞏固英屬美洲的安全。
1762年8月14日，英軍進城。他們獲得了西屬西印度群島中最重要港口的所有權以及軍事裝備、包括1,828,116西班牙比索和價值約1,000,000西班牙比索的商品。此外，他們還在夏灣拿港繳獲了九艘戰艦，佔西班牙海軍力量的五分之一，分別是阿奎隆號、征服者號、雷納號、聖安東尼號、蒂格雷號、聖賈納羅號、亞美利加號、因方特號和君主號，以及屬於夏灣拿公司的一艘裝有78門火砲的船，以及一些較小屬於加拉加斯公司的武裝船隻以及近100艘商船。

## 伸延閱讀
- Corbett, J.S, (1907). England in the Seven Years' War: A Study in Combined Strategy, Vol II, Longmans, Green and Co.,  New York